# Tannberger

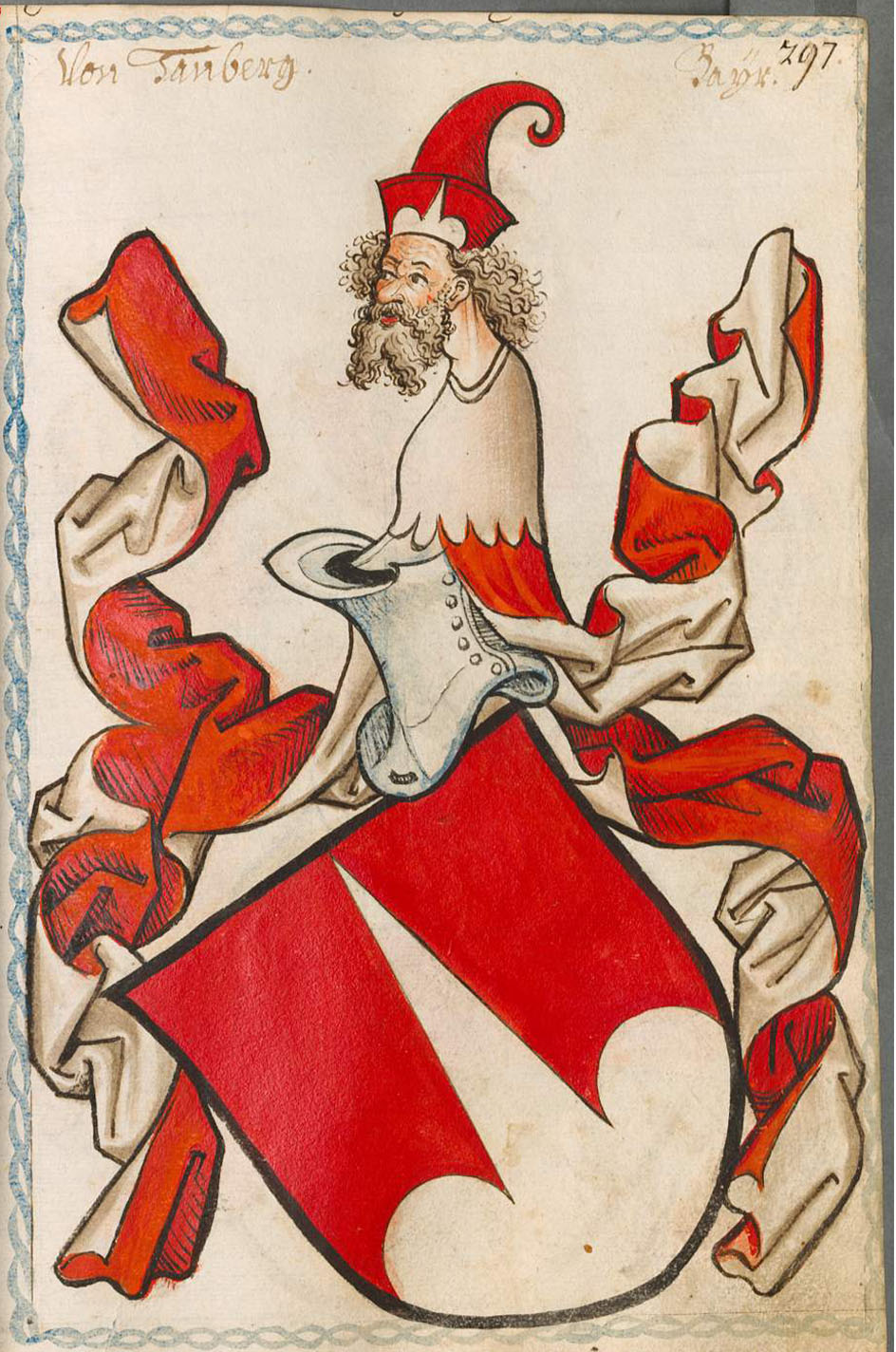
Wappen der Tannberger im Scheiblers Wappenbuch

Die Tannberger waren ein Ministerialengeschlecht der Bischöfe von Passau. Als solche treten sie erstmals 1111 mit dem Truchseß Sigebot in Erscheinung. Ihren Stammsitz hatten sie bei Pischelsdorf am Engelbach (Bischofsdorf) im Innviertel. In den folgenden Jahrhunderten gelangten sie in den Besitz verschiedener Herrschaften im Mühl- und im Innviertel.

## Geschichte
Die Tannberger besaßen im Mühlviertel die Burg Tannberg, das Schloss Sprinzenstein, das Schloss Peilstein. Familienmitglieder verdingten sich auch als Pfleger auf verschiedenen Herrschaften des Hochstiftes Passau, so z. B. auf Schloss Velden (Neufelden).
Im Innviertel gehörte ihnen zeitweilig Aurolzmünster, der Edelsitz Murau oder der Ort Sulzbach am Inn. Andreas von Tannberg kam durch Heirat der Witwe des Georg Zeller in den Besitz von Riedau und Schwertberg. 1572 wurde das Geschlecht der Tannberger in den Freiherrnstand erhoben.
Die beiden Söhne des Franz Heinrich von Tannbergs († 1678), Georg Gottfried und Anton Max Josef, bzw. deren Neffen Georg Siegmund waren 1680 gezwungen, ihre reichen Besitzungen an Ferdinand Franz Albrecht Graf von der Wahl zu verkaufen. Das Geschlecht der Tannberger erlosch angeblich um 1720 in der männlichen Linie. Ihr Geschlechtswappen wurde 1766 von Kurfürst Maximilian III. Josef von Bayern mit dem Wappen Siegmunds Friedrich von Preysing anlässlich dessen Erhebung in den Grafenstand vereinigt.
Ein berühmtes Familienmitglied war Sixtus von Tannberg, Bischof zu Gurk und Fürstbischof von Freising.

## Wappen
Das Stammwappen der Tannberger ist ein silberner Dreiberg in einem roten Schild, dessen mittlerer Hügel eine bis zum Schildrand reichende Spitze bildet.
Es findet sich auch in abgewandelter Form in den Gemeindewappen von Lochen am See und Hörbich, in letzterem allerdings kombiniert mit dem Wappen der Familie der Herleinsperger.